# Isaías Salmerón Pastenes
José Isaías Salmerón Pastenes (Tlapehuala, México, 6 de julio de 1892 - Nuevo Guerrero, Ajuchitlán, 2 de febrero de 1942) fue un compositor de música folclórica mexicano, nativo de la Tierra Caliente del Estado de Guerrero. Compuso cerca de ciento veinte piezas musicales.

## Biografía
Nació el 6 de julio de 1892 en el pueblo de Tlapehuala en el estado de Guerrero, siendo su padre Nicolás Salmerón de la Torre y su madre Feliciana Pastenes Peralta.
Tuvo de maestro de música a Juan Bartolo Tavira.
Falleció el 2 de febrero de 1942.
Hoy en día todavía se interpretan sus composiciones en actos escolares, fiestas particulares y públicas y jaripeos.